# Declan Tiso
Declan Tiso (* 13. Dezember 1994 in Paddington, New South Wales) ist ein australischer Beachvolleyballspieler. Er ist amtierender australischer Meister (Stand: Februar 2025).

## Karriere
Von 2014 bis 2016 und nach vierjähriger Pause 2020 startete der im Vorort von Sydney geborene Sportler mit verschiedenen Partnern ausschließlich bei Veranstaltungen in seinem Heimatland. Bestes Resultat war ein dritter Platz im ersten Jahr. Von 2021 bis 2022 stand der Australier bei niederklassigen Turnieren acht Mal mit dem Neuseeländer Thomas Heijs und zwei weitere Male mit anderen Spielern auf der obersten Stufe des Stockerls. Beim Challenge in Torquay überstanden Ruben Gale und Tiso zwar die erste Qualifikationsrunde, scheiterten danach jedoch an einem thailändischen Beachpaar. Eine Saison später siegte Declan Tiso vier Mal mit Jett Rocker-graham sowie je einmal mit Samuel Halley und Bart Bolsterlee bei nationalen Wettkämpfen. International war die Achtelfinalteilnahme mit Garang Anyang beim Futures in Coolangatta Beach das beste Ergebnis. Die beiden hatten zwar in der zweiten Qualifikationsrunde verloren, konnten sich aber als Lucky Loser den dritten Rang im Pool B sichern. 2024 kamen sechs weitere Siege bei australischen Wettbewerben hinzu. Wichtigster Erfolg war dabei der erste Platz bei der nationalen Meisterschaft mit Mateusz Zięba. Das Duo schaltete zunächst die beiden topgesetzten Paul Burnett und Jack Pearse im Viertelfinale aus, bezwang in der Vorschlussrunde Justin Schumann / Anyang und war auch von den Kiwis Thomas Reid / John McManaway im Endspiel nicht zu stoppen. Das wertvollste internationale Resultat bis zu diesem Zeitpunkt gelang Tiso mit Robert Reeves im Februar des Jahres beim Futures in Mollymook, als die Australier die Qualifikation überstanden, in der Gruppenphase Dritte wurden und anschließend in der ersten Hauptrunde ihre Landsleute eliminierten. Die ersten zwei Events im folgenden Spieljahr beendete Declan Tiso mit seinem polnischen Co-Titelträger als Sieger.

## Persönliches
Tiso beendete seine Schulausbildung an der Anglican Church Grammar High School. Von 2012 bis 2017 studierte er an der University of Queensland. Während dieser Zeit erhielt er ein einmonatiges Stipendium an der Shanghai Jiao Tong University, um einen Einblick in die chinesische Wirtschaft zu bekommen. Mit dem Bachelor Commerce beendete er seine Ausbildung an der Hochschule. Im Februar 2024 gründete er Balance Beach, eine Initiative, die Volleyballspielern hilft, ihre mentale Stärke zu verbessern.